# Olštýn (hrad)
Hrad Olštýn, polsky Olsztyn nebo Zamek w Olsztynie, se nachází na turistické stezce Orlích hnízd (Szlak Orlich Gniazd) v Krakovsko-čenstochovské vrchovině v Polsku. Historické záznamy potvrzují stáří přes 700 let. Odehrála se zde řada velkých bitev s Habsburky i se Švédy. V současné době je to již jen mohutná zřícenina hradu, která je přístupná veřejnosti. Hrad stojí ve skalách nad městem Olsztyn v okrese Čenstochová ve Slezském vojvodství.

## Historie

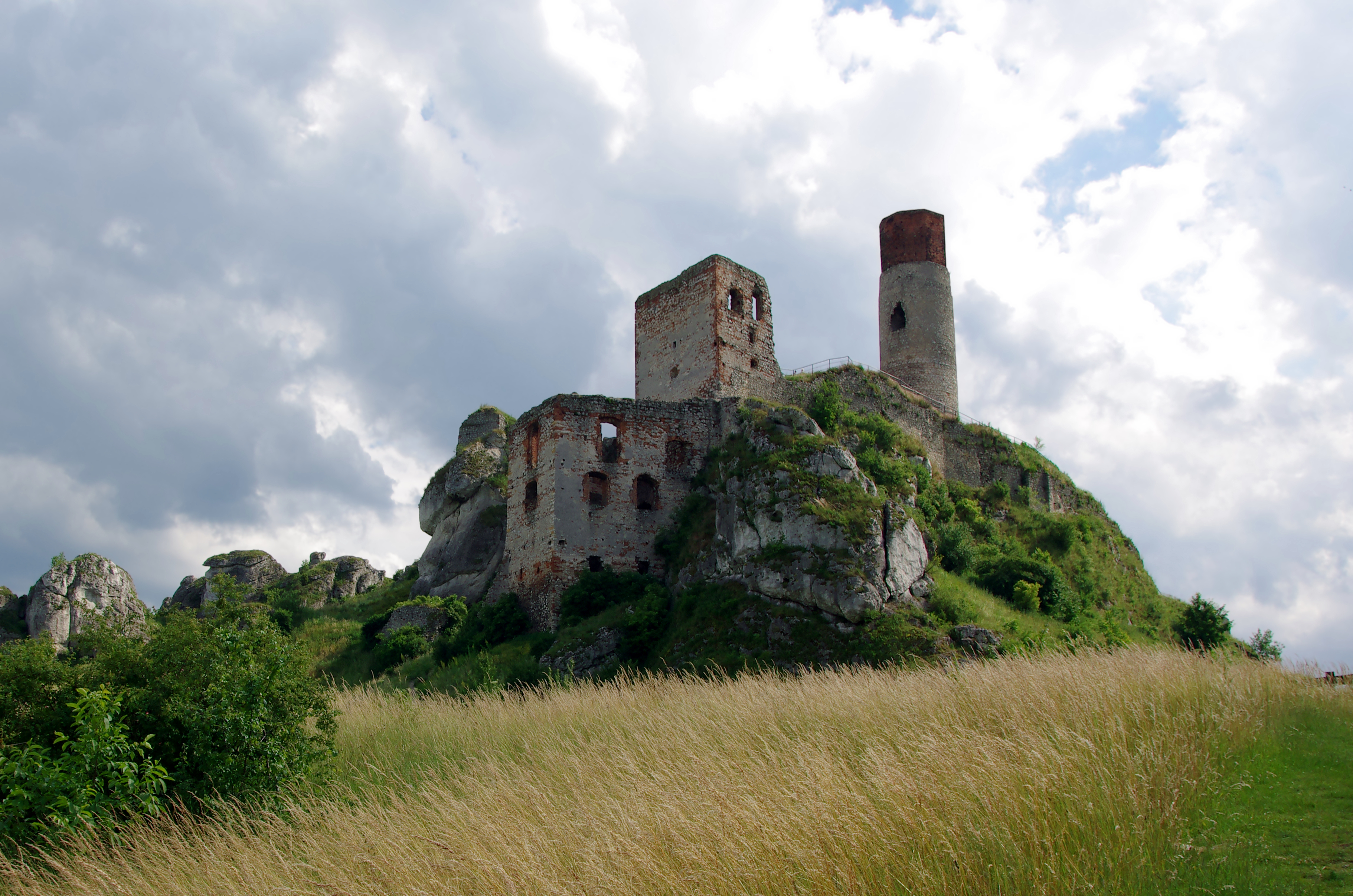
Hrad v Olštýně

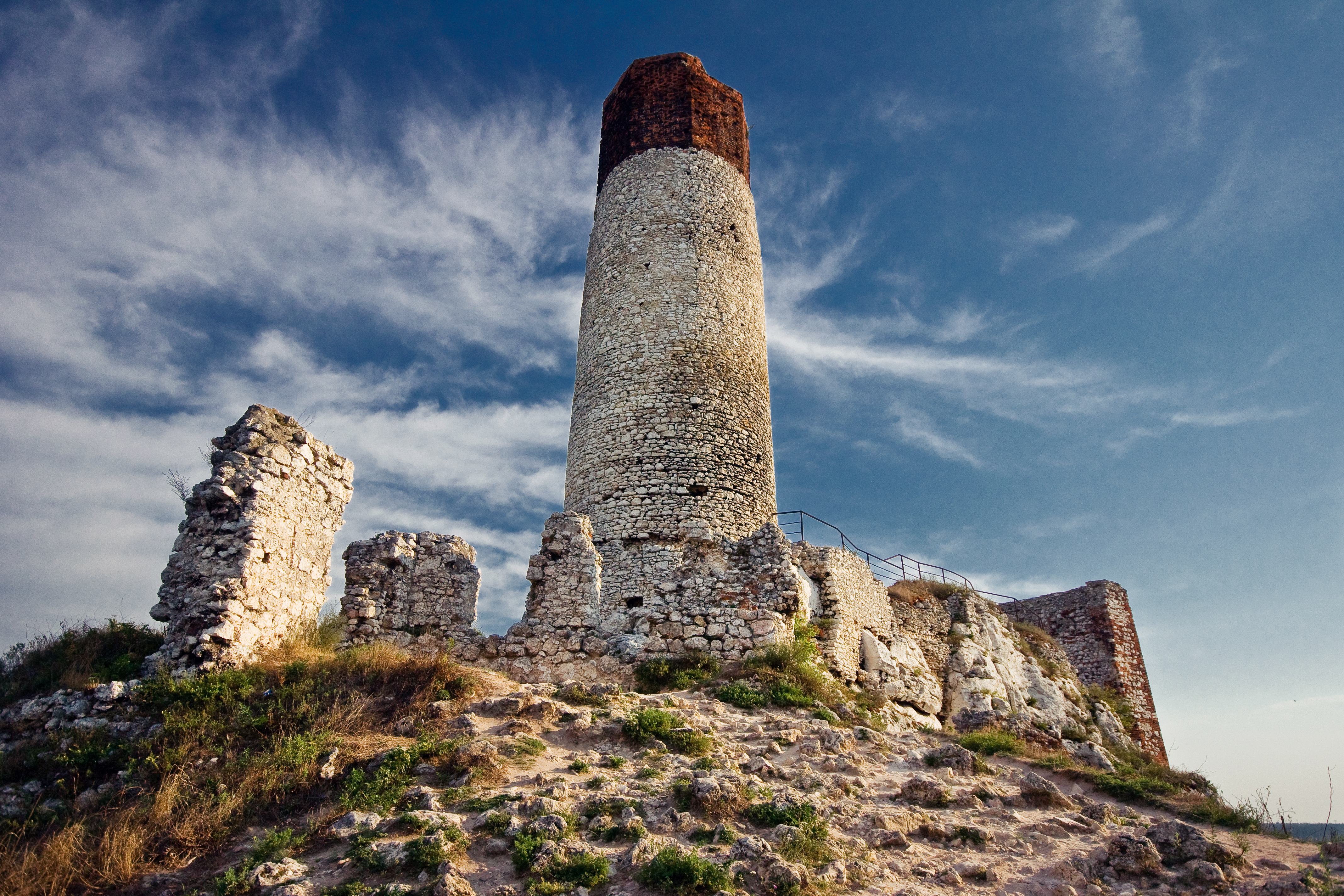
Hrad v Olštýně

První zmínka o hradu Olsztyn, který byl tehdy nazván jako hrad v Przemiłowicích, pochází z roku 1306 z druhého procesu s krakovským biskupem Janem Muskatou. Z tohoto důvodu bylo v roce 2006 oslaveno jeho 700. výročí . Hrad tedy existoval již dříve, což rovněž potvrdil výzkum provedený v roce 2010. Tehdy měl strážní věž, existující již od druhé poloviny 13. století.  Hrad pak rozšířil ve 14. století Kazimír Veliký a ten se stal jedním z největších opevněných hradů té doby..
V roce 1370 král Ludvík Uherský předal Olsztyn do léna svému bratranci Vladislavu 0polčikovi, vévodovi z Opole, za podporu svého dynastických plánů. V roce 1391 pak Vladislav Jagellonský po týdenním obléhání hrad dobyl a vrátil jej zpět koruně. Později byl hrad kvůli rozpadání zdí v důsledku skalních sesuvů několikrát přestavován. Roku 1406 se poblíž hradu nacházela osada, (v té době byla nazývaná Olsztynek), která byla sídlem starosty. V roce 1488 pak jí byla udělena městská práva a v roce 1552 bylo Olsztynu přiznáno právo na trhy i veletrhy.
V roce 1587 na hrad zaútočila rakouská armáda arcivévody Maxmiliána, který byl uchazečem o polský trůn. Velitelem posádky byl v té době starosta Kasper Karlinský, jehož syn v boji padl. Obrana byla sice úspěšná, avšak hrad byl vážně poškozen. Tato událost je zachycena na obraze, který je v galerii Národního muzea ve Varšavě.
Později, během švédské invaze v Polsku, zaútočila v říjnu 1655 na hrad v Olštýně švédská vojska a po krátkém obléhání jej zničila a město vypálila. Oprava a přestavba hradu byly následně kvůli vysokým nákladům zastaveny. V 19. století byl již hrad zcela opuštěn a postupně rozebírán na stavební materiál.

## Aktuální stav
Dodnes jsou zachovány z hradních zdí válcovité a čtverhranné obytné věže, částí zdí hospodářských budov a sklepů.  Při archeologických vykopávkách byly také objeveny části základů kovárny a stopy po hutní pecí. V letech 1992–1993 a 1995–1998 se zde konala mezinárodní přehlídka pyrotechniky a laserů. Poté, co se zřítil fragment hradní zdi, konzervátor památek takové akce zakázal. Nyní je zřícenina hradu přístupná veřejnosti.
V průběhu archeologického výzkumu byla v roce 2015 prozkoumána oblast dolního hradu, jehož přesné rozložení nebylo dříve známo a dále tří pilíře mostu vedoucího z věže brány do horní části hradu a poloha samotné brány brány. O čtyři roky později bylo v jeskyni, která sloužila jako spíž v dolním hradu, objeveno několik stovek pazourkových nástrojů vyrobených neandertálci. Následujícího roku byla objevena a popsána další neznámá jeskyně a složitý systém tunelů a štěrbin.